# Zametopias
Zametopias Thorell, 1892 è un genere di ragni appartenente alla famiglia Thomisidae.

## Distribuzione
Le due specie note di questo genere sono state rinvenute in Sudafrica e sull'isola indonesiana di Sumatra

## Tassonomia
Non sono stati esaminati esemplari di questo genere dal 2015.
A febbraio 2015, si compone di 2 specie:
- Zametopias speculator Thorell, 1892[2] — Sumatra
- Zametopias trimeni Simon, 1895 — Sudafrica